# Claudio Reyes Rubio
Claudio Reyes Rubio (Ciudad de México, 5 de agosto de 1962-Cuernavaca, 11 de noviembre de 2017) fue un director mexicano de cine y televisión. Era hijo de la primera actriz María Rubio y del escritor Luis Reyes de la Maza. Estudió letras dramáticas en la Universidad Nacional Autónoma de México. Dirigió muchas telenovelas.

## Muerte
Falleció en un accidente automovilístico el 11 de noviembre de 2017, regresando de grabar escenas de la telenovela Me declaro culpable cuando la camioneta en la que viajaba, propiedad de la empresa Televisa, impactó contra un camión en el kilómetro 46 de la carretera México-Cuernavaca. Junto con él viajaba la actriz Maru Dueñas, quien también falleció en el accidente.

## Filmografía

### Telenovelas
Director de escena
- Primera parte de Me declaro culpable (2017-2018)
- Tres veces Ana (2016)
- Que te perdone Dios (2015)
- Lo que la vida me robó (2013-2014)
- Abismo de pasión (2012)
- Segunda parte de Rafaela (2011)
- Llena de amor (2010-2011)
- Segunda parte de Un gancho al corazón (2008-2009)
- Muchachitas como tú (2007)
- La verdad oculta (2006)
- El amor no tiene precio (2005-2006)
- Corazones al límite (2004)
- Niña amada mía (2003)
- El juego de la vida (2001-2002)
- El precio de tu amor (2000)
- Laberintos de pasión (1999-2000)
- Segunda parte de La mentira (1998)
- Desencuentro (1997-1998)
- Primera parte de Huracán (1997-1998)
- Cañaveral de pasiones (1996)
- La antorcha encendida (1995-1996)
- Imperio de cristal (1994)
- Primera parte de El vuelo del águila (1994)
- Capricho (1993)
- Valeria y Maximiliano (1991-1992)
- Vida robada (1991)
- Cadenas de amargura (1991)

Guionista
- El ángel caído (1985)

Actor
- El ángel caído (1985) - Patricio

## Reconocimientos

### Premios TVyNovelas
| Año  | Categoría                 | Telenovela            | Resultado |
| ---- | ------------------------- | --------------------- | --------- |
| 2018 | Mejor dirección de escena | Me declaro culpable   | Nominado* |
| 2017 | Mejor dirección de escena | Tres veces Ana        | Nominado  |
| 2013 | Mejor dirección de escena | Abismo de pasión      | Nominado  |
| 2007 | Mejor dirección de escena | La verdad oculta      | Nominado  |
| 2003 | Mejor dirección de escena | Niña amada mía        | Nominado  |
| 1997 | Mejor dirección de escena | Cañaveral de pasiones | Ganador   |
| 1986 | Mejor debutante masculino | El ángel caído        | Nominado  |

- Nominación póstuma